# 利霍巴比夫卡河
利霍巴比夫卡河（烏克蘭語：Лихобабівка），是烏克蘭的河流，位於該國中部波爾塔瓦州，屬於霍羅爾河的右支流，發源自羅莫丹南部，河口處在米爾哥羅德西南面，河道全長30.5公里。